# ALIVE!!!
『ALIVE!!!』（アライヴ）は、日本のシンガーソングライターであるマキアダチの、ダウンロードカードを媒体として用いた全7楽曲を集めたEP音源である。ダウンロードカードとしてM∞Card（エムカード）が用いられ、エムカードの販売をライブ会場にて行うと同時に、各音楽サイトにての配信サービス利用も可能といったリリース形態をとる。今作品において、ボーカル、ギターを除くすべての音源がDAW,DTMを用いた打ち込みによる音楽プログラミングにて行われており、全曲プログラミングはマキアダチが担当。レコーディングサポートミュージシャンとして竹内厚志(Guitar)。サウンドプロダクションはADAMANTS Records。

## 収録曲
| 全作詞・作曲: マキアダチ。 |                        |            |            |            |      |
| #                          | タイトル               | 作詞       | 作曲・編曲 | 編曲       | 時間 |
| 1.                         | 「SPEEEEED!!!」        | マキアダチ | マキアダチ | マキアダチ | 4:39 |
| 2.                         | 「ALIVE!!!」           | マキアダチ | マキアダチ | マキアダチ | 3:58 |
| 3.                         | 「ようこそサンセット」 | マキアダチ | マキアダチ | マキアダチ | 4:33 |
| 4.                         | 「小さな花」           | マキアダチ | マキアダチ | マキアダチ | 5:33 |
| 5.                         | 「1R」                 | マキアダチ | マキアダチ | マキアダチ | 4:07 |
| 6.                         | 「This Way」           | マキアダチ | マキアダチ | マキアダチ | 4:42 |
| 7.                         | 「ロードアローン」     | マキアダチ | マキアダチ | マキアダチ | 4:03 |